# Autovía de Penetración de Santa Cruz de Tenerife
La Autovía de Penetración de Santa Cruz de Tenerife o TF-4, se encuentra en el municipio de Santa Cruz de Tenerife, con inicio en el Polígono Costa Sur y fin en las cercanías del barrio de Cabo-Llanos. Consta de 3,820 km y se prolonga paralelamente a la costa desde la Autopista del Sur hasta el centro de la ciudad, aproximadamente a la altura del Centro de Ferias y Congresos. Constituye una entrada más directa desde el sur de la isla, permitiendo acceder directamente a la refinería, liberando asimismo de la TF-1 una gran masa de vehículos pesados relacionados con dicha industria.
La Intensidad Media Diaria (IMD) de la TF-4 es de 28.711 automóviles, siendo más del 17% vehículos de alto tonelaje.

## Municipios
- Santa Cruz de Tenerife